# Глазурная улица
Глазу́рная улица — улица в Невском районе Санкт-Петербурга. Проходит от улицы Профессора Качалова до Слободской улицы (формально — до Смоляной улицы).

## История
Первоначально с 1849 года носила название улица Задней слободы.
Современное наименование Глазурная улица присвоено 16 апреля 1887 года, в ряду близлежащих улиц, получивших наименования по наименованиям материалов, по которым изготавливалась продукция на находившемся поблизости Императорском стеклянном заводе.

## Достопримечательности

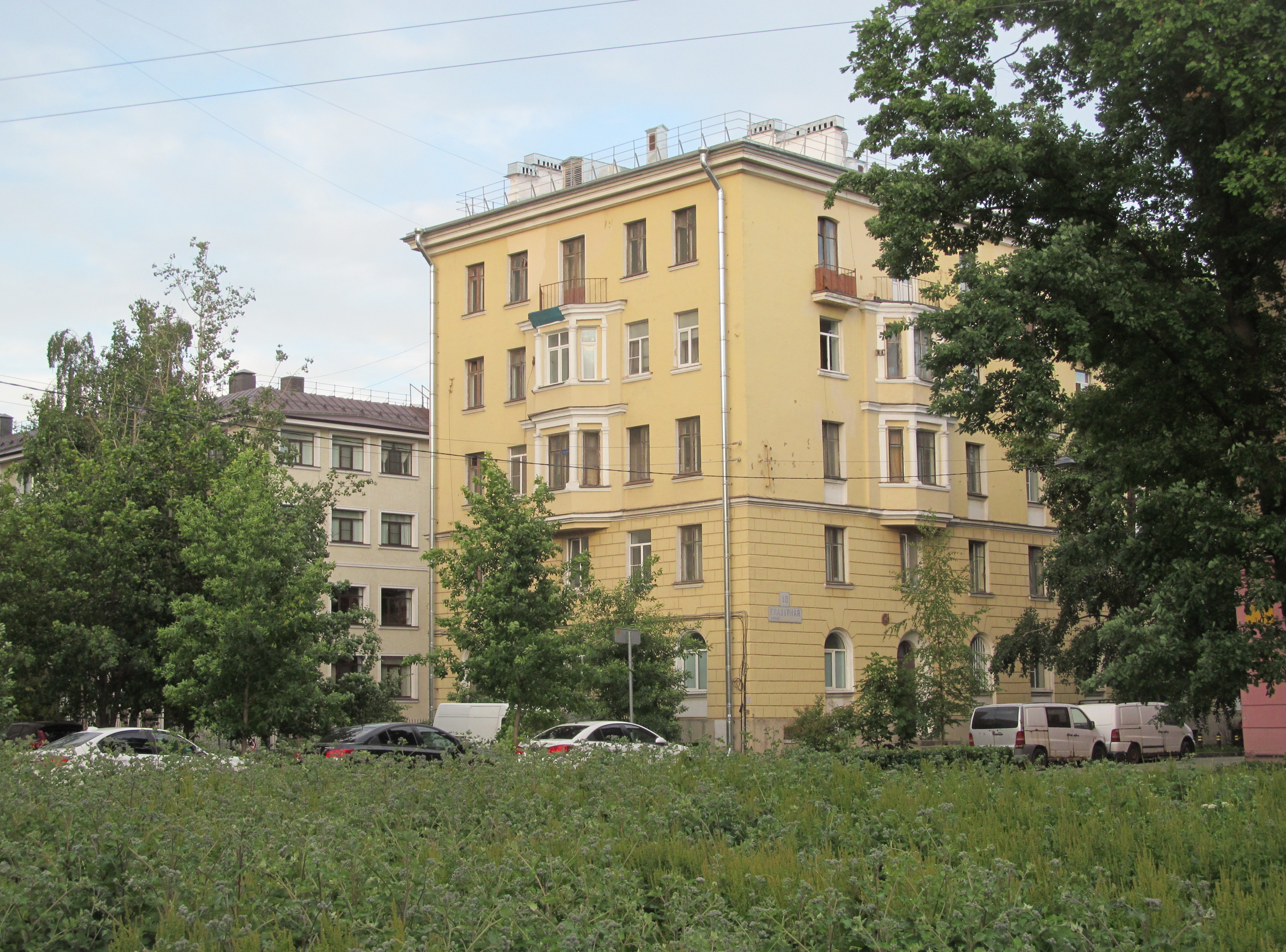
Глазурная улица дом 10 - вид с ул. Профессора Качалова

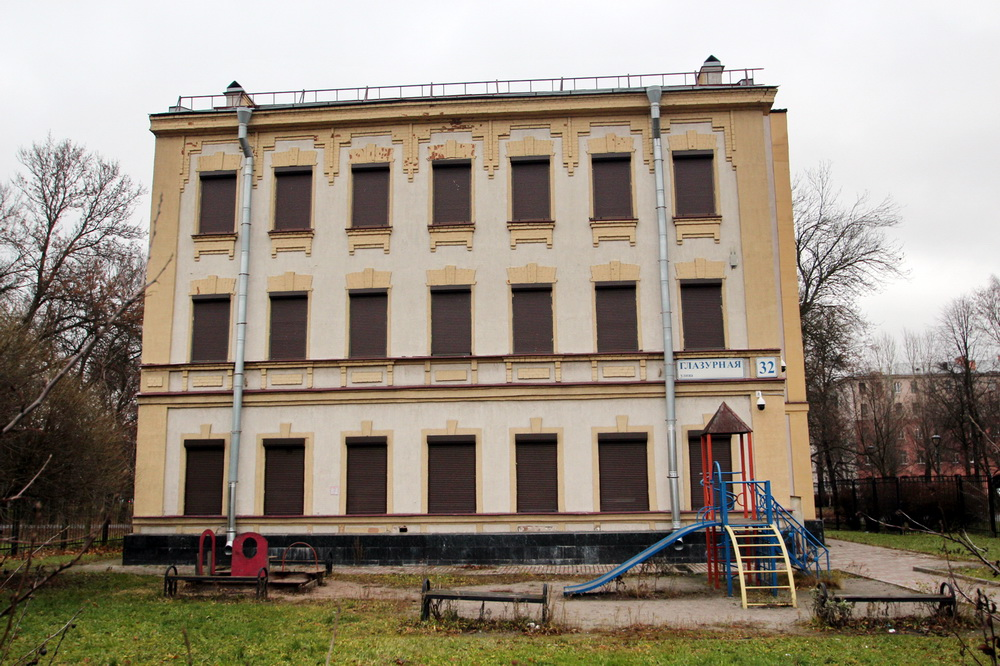
Глазурная, 32

- Центр образования № 133 (школа Невского района) — здание 1936[3] года постройки, адрес — Слободская улица, 5.
- Глазурная 10 — общежитие Северо-Западного Речного Пароходства, в настоящее время — жилой дом. Здание построен в 1956 в стиле сталинского неоклассицизма[4].
- На участке, соответствующем адресу Глазурная, 18 находился дореволюционный доходный дом. Утрачен[5].
- Сад имени 30-летия Октября. В саду по адресу Глазурная, 32 находится трёхэтажный особняк 1904 года постройки[6]. Начиная с революционного времени и до наших дней там находятся детские образовательные учреждения[7]